# Micropterix conjunctella
Micropterix conjunctella là một loài bướm đêm thuộc họ Micropterigidae. Nó được Heath miêu tả năm 1986. Nó là loài duy nhất được tìm thấy ở type locality at Skikda in Algérie.